# Igarapé-Miri
Igarapé-Miri é um município do estado do Pará, na região norte do Brasil, que pertence à Região Imediata de Abaetetuba (Região Intermediária de Belém).
Igarapé-Miri é conhecido como a "Capital Mundial do Açaí", por ser o maior produtor e exportador do fruto no mundo, título confirmado pelo Instituto Brasileiro de Geografia e Estatística (IBGE), que em estudo divulgado no ano de 2017, aponta que o município chega a produzir 305,6 mil toneladas, equivalente a 28% da produção nacional . Além da fama ligada ao plantio do açaí, a hospitalidade da população é outro ponto forte do município.
Localizado na margem direita do rio homônimo, na zona fisiográfica Guajarina, região de integração do Baixo-Tocantins, Igarapé-Miri é também berço dos  grandes músicos paraenses; a tradição artística é um dos pontos fortes de Igarapé-Miri. Da terra do açaí saíram o Rei do Carimbó Pinduca, Aldo Sena, o Rei da Guitarrada, Dona Onete a Rainha do Carimbó chamegado (ritmo que surgiu em Igarapé-Miri), Tonny Brasil (criador do Tecnobrega), Pim, artista de grande sucesso nas décadas de 70 e 80 e vários outros artistas de prestígio regional e nacional.

## Etimologia
Traduzido do tupi, Igarapé-Miri significa "Caminho de Canoa Pequena", da junção de ygara (canoa), pé (caminho) e mirim (pequeno). Ou seja, igarapé pequeno. O nome faz referência ao rio homônimo que banha a cidade, o mesmo não permite a entrada de grandes embarcações.

## História
A região onde hoje se encontra o Estado do Pará, foi diversas vezes invadida desde o início do século XVI, por holandeses e ingleses, que tinham como objetivo a exploração de especiarias como: sementes de urucum, guaraná e pimenta. Com a finalidade de consolidar a região como território português, em 1616, foi fundado o Forte do Presépio, primeira construção significativa, na então chamada Santa Maria de Belém do Grão-Pará, a atual capital do estado, Belém. Além de defender o território, expandindo a ocupação pelo vale amazônico, a expulsão dos invasores do litoral também possibilitou o impulso militar dos portugueses na região e a exploração da biodiversidade local.
Nos últimos anos do século XVII, já era forte o interesse pelas madeiras amazônicas utilizadas na construção de embarcações ou edifícios no Reino. Naquela época, foi estabelecido em terras ribeirinhas, onde hoje está a Cidade de Igarapé-Miri, uma Fábrica Nacional para extração, aparelhamento e depósito de madeiras, que dali eram exportadas para Belém em abundância e das melhores qualidades. Esse estabelecimento chamou a atenção de colonos para o local, começando assim o povoamento na região.
Das Fábricas Nacionais da Província do Grão-Pará, a de Igarapé-Miri era a mais proficiente e de maior renome, talvez, pelo fato de estar situada nos terrenos planos, sólidos e férteis que se estendiam desde a margem do Rio Sant’Ana de Igarapé-Miri, pelo centro, até a descida do Rio Itanimbuca, bem como, pela abundância de caça, a salubridade do lugar e o fato de não ser conhecido, naquela localidade, nenhum caso das febres paludosas que existem em grande parte dos interiores da Amazônia.

### A Sesmaria
João Mello Gusmão, conseguiu em 1º de outubro de 1710, do governador e capitão-general do Maranhão, Cristóvão da Costa Freire, a concessão de duas léguas de terras em Igarapé-Miri, as quais iam do Rio Cataiandeua, prolongando-se até o Rio Santo Antonio. Entre as terras cedidas a João Mello Gusmão, estava o terreno onde foi estabelecida a Fábrica Nacional. Este ato do governo a favor de quem sequer residia nos terrenos cedidos, causou grande descontentamento entre os então posseiros, agricultores e comerciantes que ali haviam se estabelecido. Grande parte dos prejudicados, dirigiram suas reclamações ao governador que não os atendeu, sendo a sesmaria confirmada pelo Rei Dom João V, em 20 de janeiro de 1714.
A demarcação da sesmaria foi requerida por João Mello Gusmão, e contestada por diversos posseiros, que exigiam elevadas indenizações pelas benfeitorias existentes nos terrenos, por isso, Gusmão, foi obrigado a vender-lhes, a maior parte das terras, cabendo ao agricultor e comerciante português, Jorge Valério Monteiro, comprar a parte onde estava situada a referida fábrica. Jorge Valério Monteiro, casou-se com Anna Gonçalves de Oliveira, filha do agricultor Antonio Gonçalves de Oliveira. Devido ao seu casamento e a boa compra que fez, viu prosperar o seu comércio, e em agradecimento a Nossa Senhora Sant’Ana, madrinha de sua esposa, mandou construir uma linda capela, onde era anualmente festejada a imagem da santa. 

### A Paróquia de Igarapé-Miri
Precisando Jorge Valério educar seus filhos na Europa, resolveu vender ao agricultor João Paulo de Sarges Barros, suas propriedades, inclusive o terreno onde estava a capela. Sarges de Barros, prosperou muito após adquirir o terreno de Jorge Valério e continuou a festejar Nossa Senhora Sant’Ana, agora com maior riqueza, mandando abrir uma grande área nas vizinhanças da capela, onde anualmente eram construídas centenas de barracas para acolher as pessoas que vinham para as festas ali celebradas.

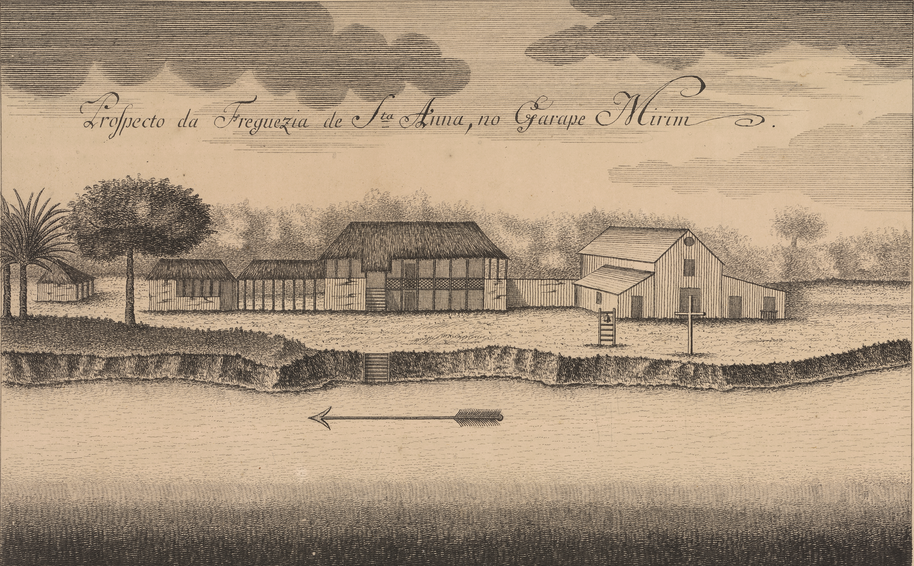
Detalhe do “Prospecto da Freguezia de Sta Anna, no Garapé-Mirim”, de André SchWebel (1756).

A notícia da fertilidade do solo de Igarapé-Miri, a riqueza de seus habitantes e o brilhantismo dessas festas, corriam longe, motivo pelo qual para lá imigravam muitos estrangeiros, que se estabeleciam como comerciantes e agricultores. Tudo isso contribuía para a riqueza de Sarges Barros, que em louvor a Nossa Senhora Sant’Ana, mandou reconstruir a capela, dando-lhe então a forma de uma igreja. João Paulo de Sarges Barros, tinha um filho, de nome João Sarges de Barros, estudando para ser padre. Era um grande desejo do pai, que esse filho um dia virasse vigário de sua amada igreja. Com este intuito, entregou a mesma ao Bispo Dom Frei Miguel de Bulhões, o qual pela pastoral de 29 de dezembro de 1752, a transformou em paróquia colada.
O Bispo voltou em visita a Paróquia Colada de Igarapé-Miri em junho de 1754, e em sua presença compareceu João de Sarges Barrros, que declarou doar à imaculada Nossa Senhora Sant’Ana, o terreno que ali possuía. Dessa doação foi lavrado o seguinte termo, em 25 de junho do referido ano, sendo testemunhas o beneficiado João Coelho da Silva, Manuel Caetano de Azevedo, Manuel Pereira Soares, Pedro Celestino Lobato, Alexandre Luiz da Silva, Antonio Gonçalves de Aguiar e Romualdo de Sá e Souza. Conforme desejo de seu pai, o Padre João de Sarges Barros foi o primeiro pároco da Paróquia Colada de Igarapé-Miri, tendo falecido no ano de 1777. A fundação da Paróquia de Igarapé-Miri, deu ao povoado novos elementos de vida, desenvolvimento, grandeza e prosperidade, concorrendo para isso, não somente a fertilidade do solo, mas também a existência de um furo em um igarapé chamado Rebibio, afluente do Rio Moju, que varava no Igarapé-Assú (Rio Igarapé-Miri Velho), afluente do Rio Igarapé-Miri.

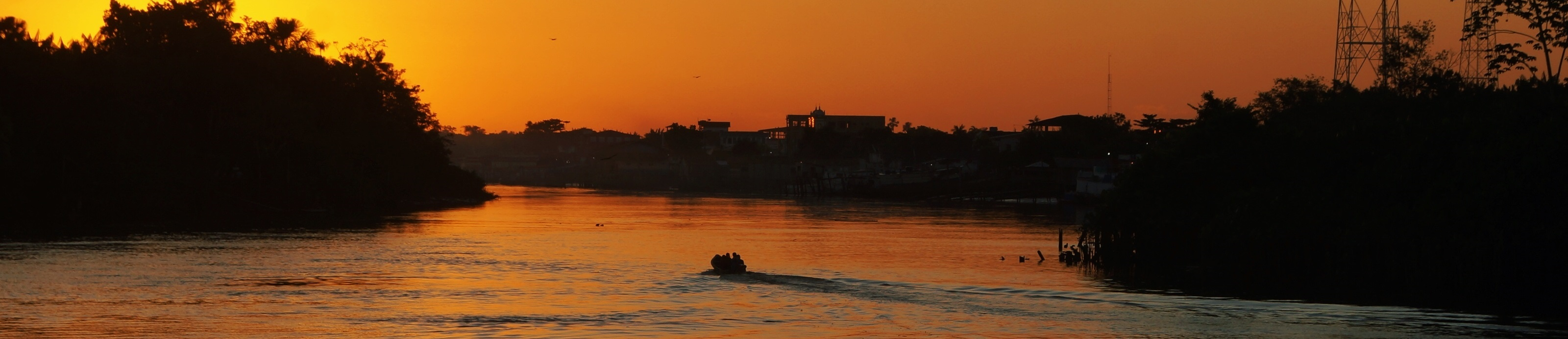
Entardecer no Rio Igarapé-Miri, que deu nome a cidade, que aparece ao fundo. Foto: Railson Wallace Rodrigues

### Canal do Carambolas

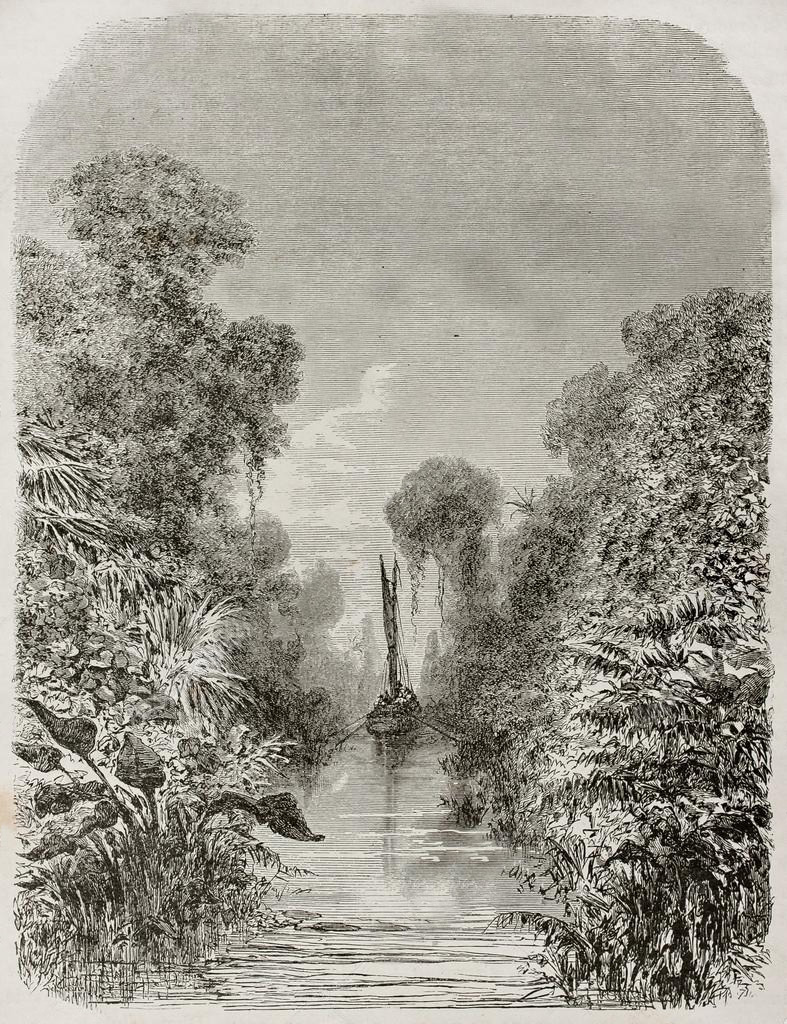
Velha visão da vegetação do Canal de Igarape-Miri. por Edouard Riou, 1867

A fertilidade do solo de Igarapé-Miri fez com que os seus habitantes prosperassem. Porém esse desenvolvimento era entravado pela difícil locomoção para a capital Belém, pois as viagens pela baía, a remo, eram impraticáveis. Em 1810, segundo o Tenente-Coronel Agostinho Monteiro, existia no rio Igarapé-Miri uma fazenda agrícola pertencente a Sebastião Freire da Fonseca, mais conhecido por Carambolas, natural de Mazagão na África. Carambolas foi o idealizador da escavação do Canal, para substituir o obstruído Furo Velho, havendo ele mesmo escolhido o traçado em linha reta entre os rios Igarapé-Miri e Mojú.
No ano de 1821 Carambolas começou os serviços de escavações que se prolongaram por longos meses. Os trabalhos foram iniciados a partir do rio Igarapé-Miri, no dia 21 de maio de 1821, e somente quando já faltavam pouco mais de cem metros, no dia 7 de agosto de 1822, é que começaram as escavações a partir do lado da margem do rio Mojú.
Porém, aconteceu que o grupo de escravos que escavavam a partir do rio Igarapé-Miri, e os que escavaram a partir do rio Mojú, deixaram de pé um paredão de cerca de quatro metros de terra, abrindo apenas, no meio dele uma estreita passagem. No dia 23 de novembro de 1823, os escravos estavam escavando, e sobreveio uma violenta enchente no rio Mojú, provocando chamado Fenômeno das Águas Vivas, que fez desabar o paredão, matando 18 escravos. No local onde o paredão caiu, formou-se uma pequena queda d’água. 
Aberto o Canal, este recebeu alguns reparos por parte do governo da província.

### Criação do Município, Vila e, Cidade

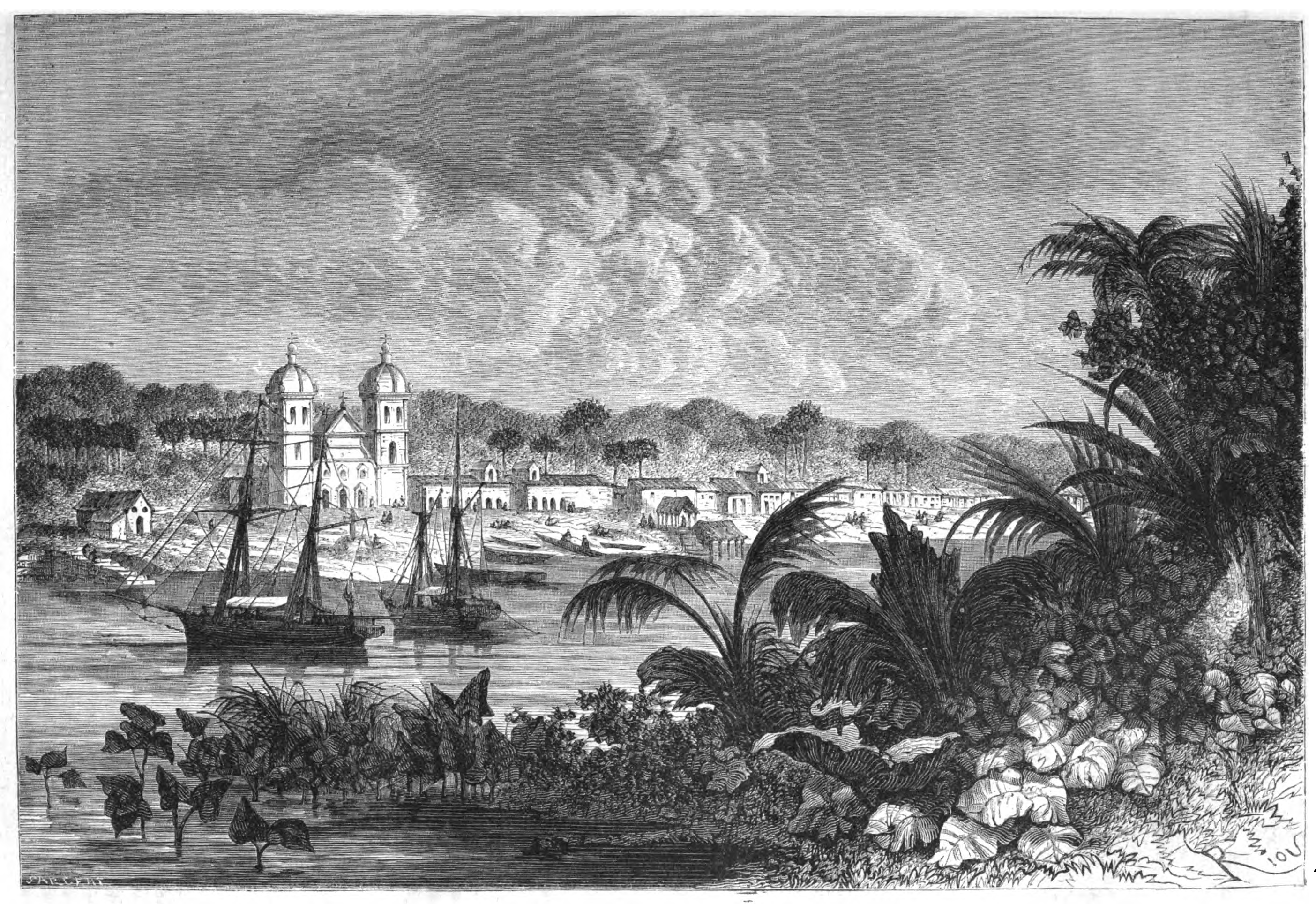
Vila Sant'Ana de Igarapé-Miri, por Edouard Riou, 1867

Na vigência do regime político imperial, em outubro de 1843, um decreto criou o Município de Igarapé-Miri, sendo a freguesia que abrigava a igreja de Sant'Ana, elevada a categoria de vila.
No dia 23 de maio de 1896, a lei estadual nº 438 eleva a então Vila Sant'Ana de Igarapé-Miri a categoria de cidade, tendo sua denominação simplificada, pela lei estadual, passando a  condição de cidade com o nome de Igarapé-Miri.
Pelo decreto estadual nº 6, de 4 de novembro de 1930, o município de Igarapé-Miri foi extinto, sendo seu território anexado ao município de Abaetetuba e os seus distritos passando a figurar como zona administrativa. 
Pelo decreto estadual nº 78, de 27 de dezembro de 1930, o município é criado novamente e é constituído por 2 distritos: Igarapé-Miri e do extinto município de Moju. 
Pelo decreto estadual nº 931, de 22 de março de 1933, desmembra do município de Igarapé-Miri o distrito de Moju é restabelecido como sub-prefeitura. 
Na divisão territorial de 1937-38, o município de Igarapé-Miri foi dividido em quatro distritos: Igarapé-Miri (sede), Anapu, Maiauatá e Meruú, que ainda hoje constituem os núcleos populacionais mais expressivos.

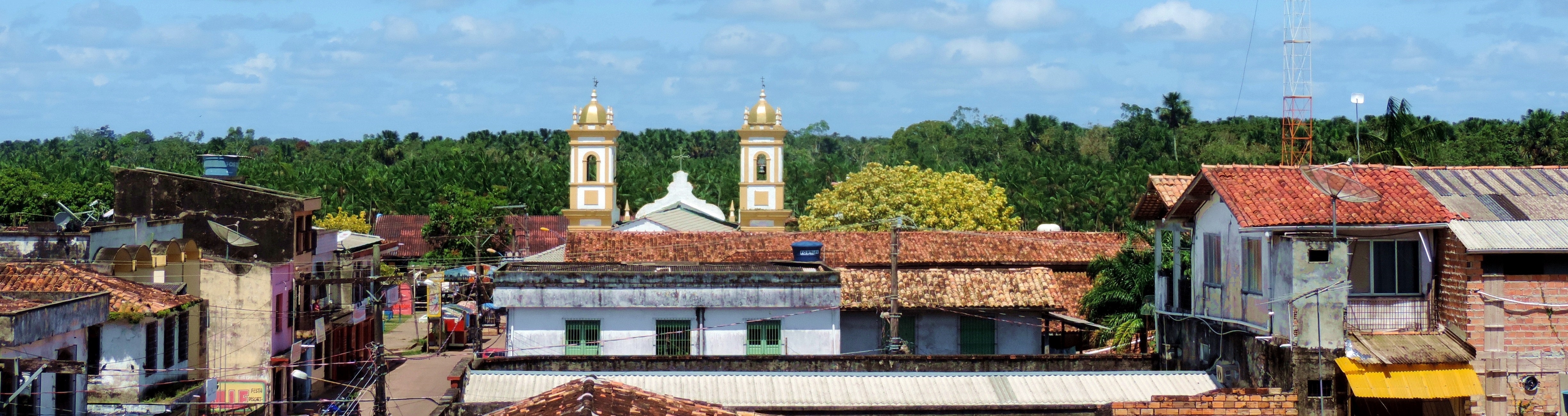
Cidade de Igarapé-Miri com destaque as torres da Igreja Matriz de Sant'Ana, prédio mais antigo da cidade. Foto: Railson Wallace

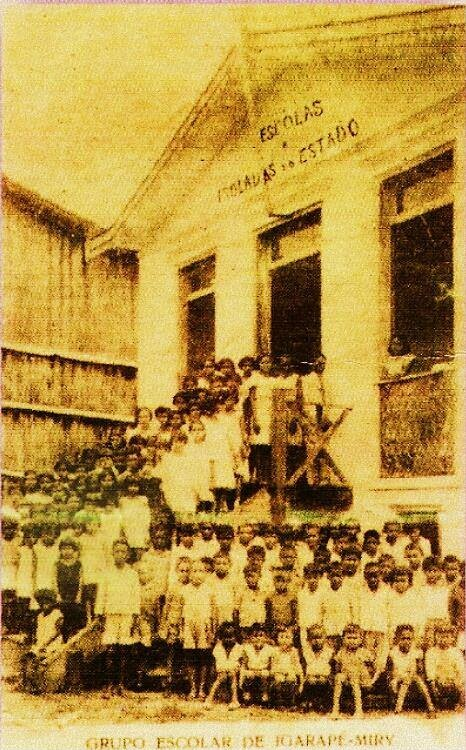
Alunos em frente ao primeiro prédio do Grupo Escolar de Igarapé-Miri. 1928.

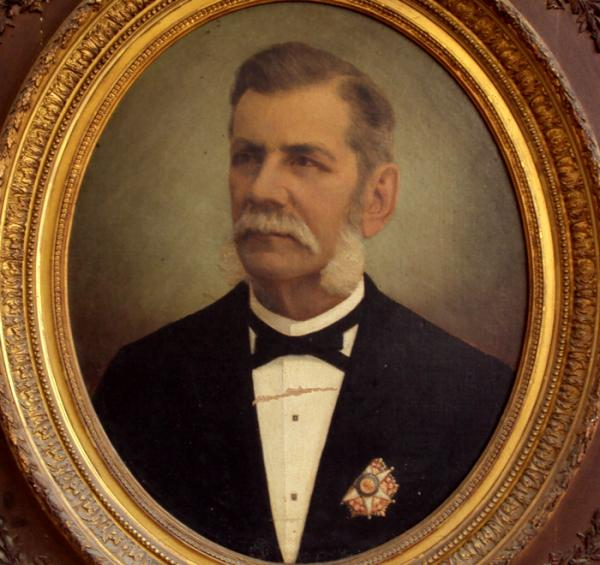
Antônio Gonçalves Nunes, o Barão de Igarapé-Miri.

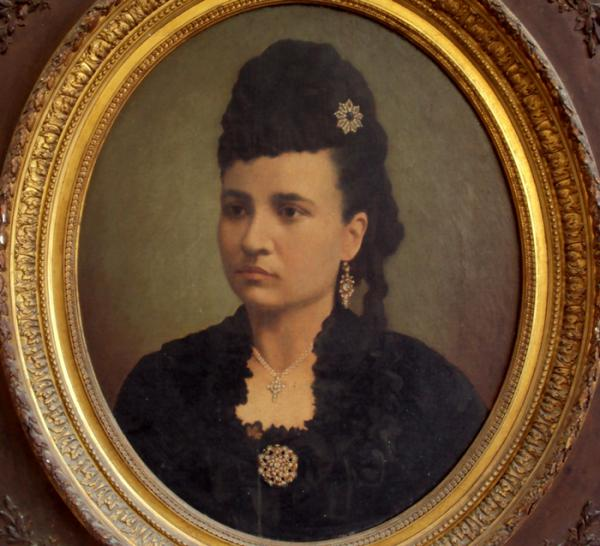
Rita Borges Machado Acatauassú Nunes, a Baronesa de Igarapé-Miri (casada com o Barão de Igarapé-Miri) é uma miriense de 1844, filha do Comendador Domingos Borges Machado Acatauassú com Dona Ana Teresa Gonçalves Acatauassú.

### Grupo escolar pioneiro
A história da instituição educativa situada em Igarapé-Miri, hoje nomeada como Escola Municipal de Ensino Fundamental Manoel Antônio de Castro, remonta ao início do século XX, quando foi criado o Grupo Escolar Estadual que constituiu a sua experiência embrionária em nosso município.
O Grupo Escolar de Igarapé-Miry, primeira designação recebida, foi inaugurado no dia 27 de abril de 1904. Sendo a primeira escola miriense, com sede na Rua Rui Barbosa, onde hoje se localiza a grande torre da Telemar. A tão almejada escola começou a funcionar com o curso primário, cobrindo de 1ª a 5ª séries. Seu primeiro diretor foi o professor Aristides dos Reis e Silva. Na época a cidade de Igarapé-Miri era bem pequena e apenas essa escola era suficiente para atender a demanda de estudantes. O tipo de construção era em enchimento, ou seja, um tecido de estacas preenchido com barro e finalmente rebocado com massa cimentada. Está arrolada no documentário “a Educação no Pará” (Pará, 1987) o Grupo está dentre as mais antigas escolas do interior do estado.
Em 1946 o antigo prédio do Grupo escolar começou a ruir, e para a segurança dos alunos e funcionários as aulas passaram a ser lecionadas em uma casa alugada, situada na Rua 15 de Novembro. No ano seguinte o Grupo retornou para a Rua Rui Barbosa, agora sendo vizinho das ruínas do saudoso Grupo Velho, como ficou conhecido.
No dia 21 de julho de 1949, aproveitando o período da festa da padroeira da padroeira do município, o prefeito Alcides Pinheiro Sampaio inaugurou o prédio situado de fronte ao Palacete Senador Garcia. O nome da escola é uma homenagem ao Professor Manoel Antônio de Castro, um filho ilustre de Igarapé-Miri, que se destacou em Belém. O histórico prédio que outrora sediou a primeira escola de nosso município, hoje sedia uma escola de arteGrupo escolar IBGE.jpg.

### Ciclo Canavieiro

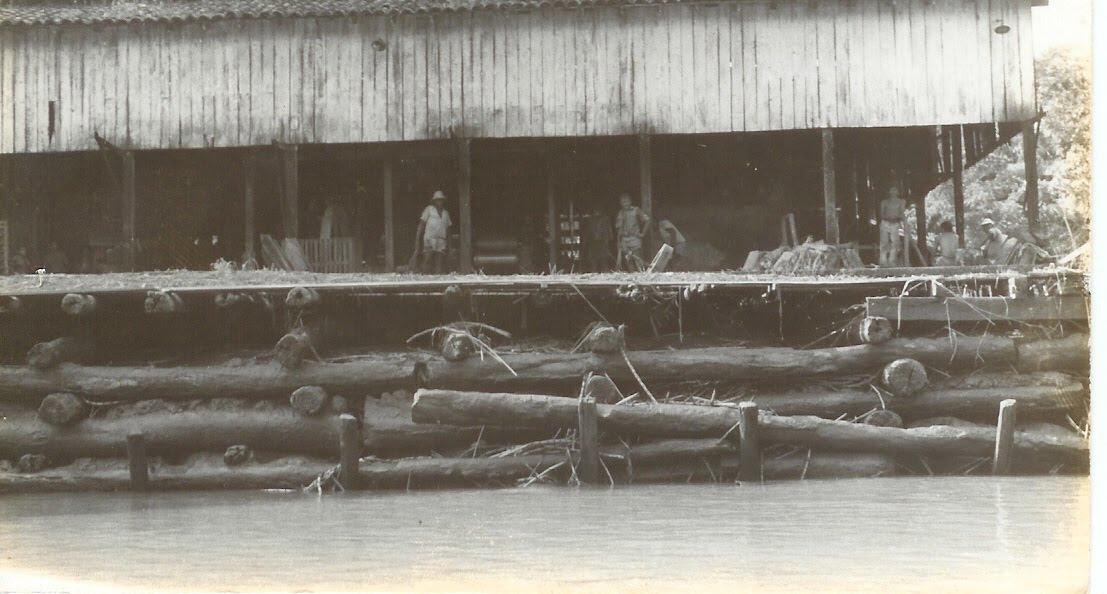
Engenho São João no Rio Furo do Seco

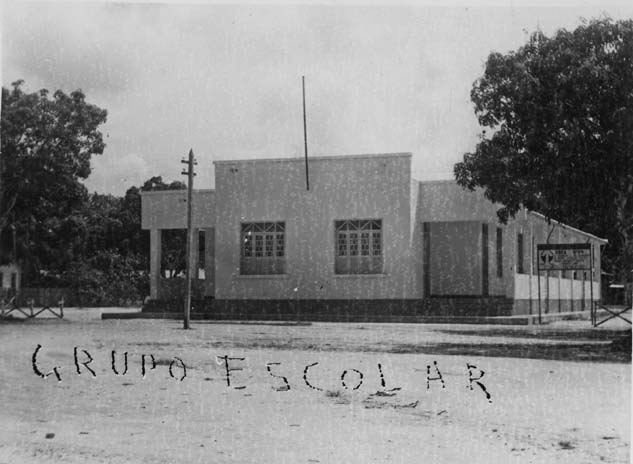
Novo prédio do Grupo Escolar de Igarapé-Miri

Com a chegada dos europeus, coube a Cristovão Colombo a introdução do plantio da cana na América, em 1493, na hoje República Dominicana. No Brasil sua chegada é creditada a Martim Afonso de Souza, que teria trazida as primeiras mudas em 1532, iniciando seu cultivo na Capitania de São Vicente, onde constrói o primeiro engenho de açúcar. No entanto, é no Nordeste, principalmente nas Capitanias de Pernambuco e da Bahia, que os engenhos de açúcar se multiplicaram.
É a partir de Pernambuco, através de pernambucanos, que a cana é introduzida no Estado Pará, tendo chegado a Igarapé-Miri, através de um cidadão conhecido apenas pela alcunha de Pernambuco, que a plantou, inicialmente, no Rio Anapú, expandindo-se, a partir daí, para outras regiões do Município.
Data de 1712 a instalação de um pequeno engenho movido a água, o qual foi chamado de Santa Cruz, considerado o primeiro do município, onde fabricava-se mel, rapadura, açúcar batido e, posteriormente, aguardente. Este teria sido a origem de uma série de engenhos que viriam a ser instalados no município, que podem ter chegados, no auge de seu funcionamento, a um número próximo de cem. Estes engenhos, produtores de cachaça, foram responsáveis por um período de grande desenvolvimento econômico de Igarapé-Miri, tendo a Coletoria de Rendas Federais local, nos anos de 1938 e 1939, alcançada a maior renda do Norte do Brasil, com os impostos arrecadados, principalmente, em função da produção e venda deste produto.
A Matéria prima dos engenhos era a cana-de-açúcar, a partir da qual era produzida a cachaça ou aguardente. Para obter este produto o dono de engenho tinha que financiar o agricultor. O financiamento era feito em dinheiro e o contrato era verbal, ou seja, segundo o nosso informante, não se tinha nenhuma garantia quanto ao cumprimento do acordo firmado, podia acontecer de, estando crescida a cana, a mesma fosse vendida para outro engenho. Neste caso, na tentativa de evitar malogros, o negócio era feito com pessoas de extrema confiança.

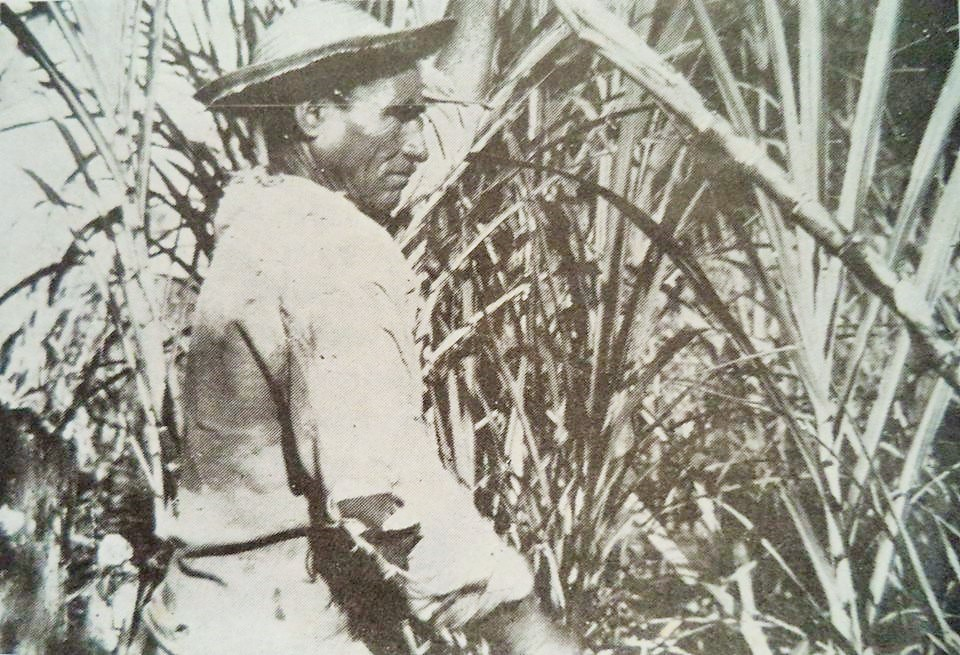
Ribeirinho miriense cortando cana

A plantação podia ocorrer tanto na terra do agricultor, como na do dono do engenho, ou na de terceiros. Segundo Agenor Martins, terra para plantar cana, nesse tempo, não era problema, pois as pessoas não tinham outro destino para ela. O negócio era fechado na base do terço. Este processo se dava da seguinte forma: Um terço da produção da cana era de quem havia realizado a plantação, um terço do dono da terra e, o terço restante do dono do engenho que tinha financiado o plantio. A partilha acabava se dando, no entanto, em relação ao produto final, ou seja, em relação à cachaça produzida.
Como, geralmente, nem o agricultor nem o dono do terreno tinham para quem vender a cachaça, eles acabavam recebendo em dinheiro as partes que lhes cabiam por direito, ou seja, o dono do engenho comprava a parte dos outros dois sócios. Do valor total destinado ao produtor era descontado o valor recebido a título de financiamento da produção, este recebia então, em dinheiro, o saldo a que tinha direito, apos concluído o negócio.
A produção de cachaça e, sua comercialização, foi de grande importância para a economia do município de Igarapé-Miri. No auge da sua produção, no princípio do século XIX, o município chegou a ter cerca de 100 engenhos em funcionamento dentro seus limites territoriais.
Atualmente não existe mais nenhum engenho em funcionamento no município, daí a importância deste texto, como uma contribuição para a memória desta atividade, que perdurou por pelo menos três séculos em nosso município.

### Capital Mundial do Açaí

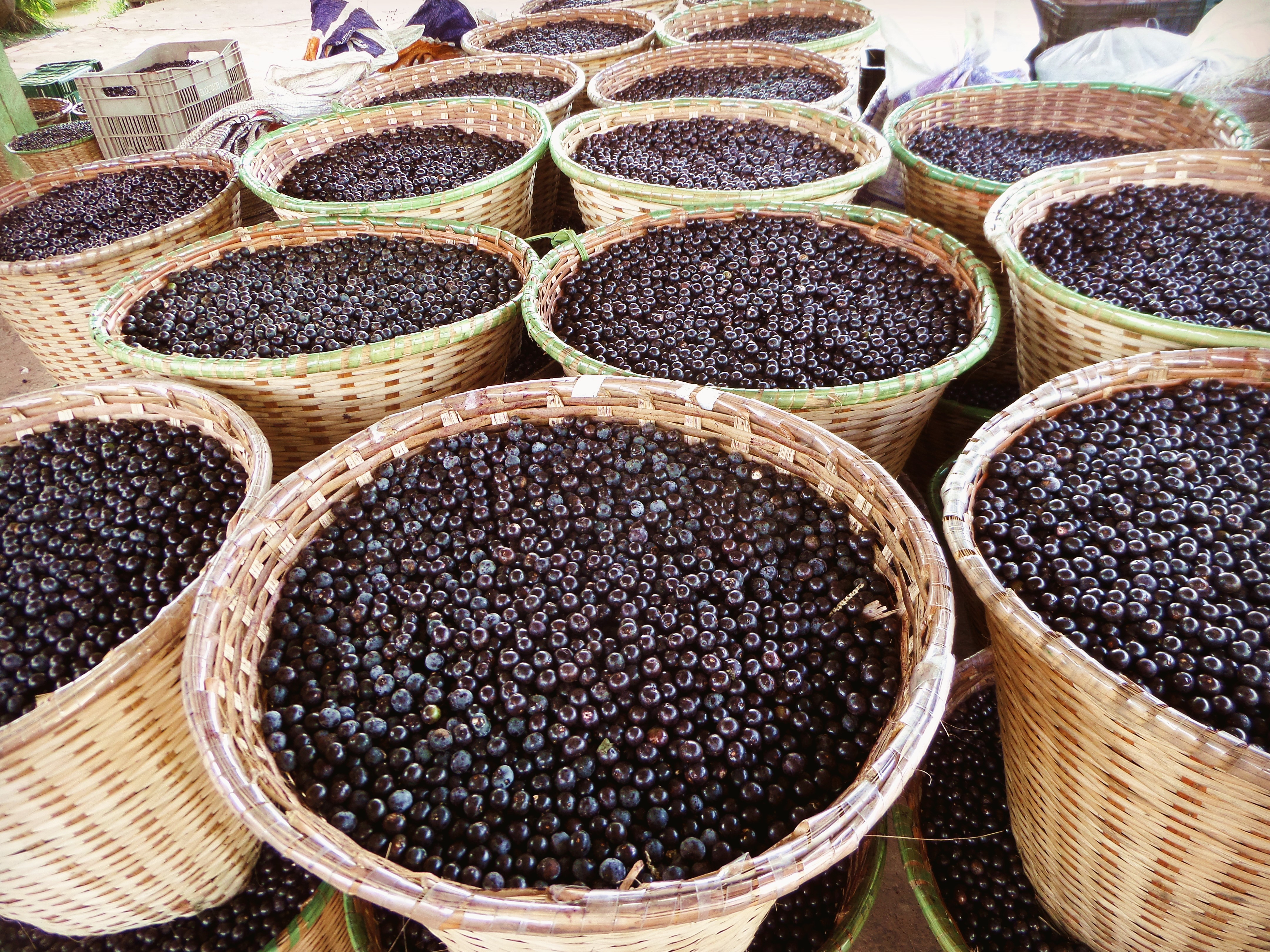
Cestos com açaí no porto de Igarapé-Miri

Desde os anos da década de 1980, Igarapé-Miri atravessou sérias mudanças na sua economia com o fim do ciclo da cana-de-açúcar. Dos 54 engenhos que produziam açúcar e cachaça em 1975, apenas nove restaram em 1983, e na década de 1990 praticamente desapareceram, ex-proprietários de engenhos mudaram-se para Belém, onde abriram grandes supermercados, como o Líder e o Nazaré; e muitos trabalhadores rurais ficaram desempregados.
Isolados, sem trabalho e sem terra, estes mudaram-se para a cidade de Igarapé-Miri, onde formaram bairros na periferia, como o da Cidade Nova, o bairro mais populoso e com pouca infra-estrutura. A pobreza veio como resultado desse êxodo rural. Para contê-lo, um grupo de lideranças aceitou o desafio de tentar resgatar os trabalhadores à zona rural, convencendo-os de que ali a vida poderia ser melhor.
Na década de 1980, a pesca em igarapé-Miri, foi fortemente abalada pela construção da Usina Hidrelétrica de Tucuruí (que a partir de 1983 teria levado à redução de muitas espécies, principalmente do mapará, e sua vegetação ficou comprometida com a atuação de serrarias (instaladas após a abertura da rodovia PA 150) e de indústrias de palmito, responsáveis pela redução do mais tradicional alimento daquela população local, o açaí. Assim, os açaizais mirienses sofreram um forte impacto com a exploração do palmito de açaí. Essas fábricas começaram a chegar do sudeste para as regiões de várzea no Pará ainda na década iniciada em 1970, a partir do esgotamento das fontes do palmito jussara na Mata Atlântica. As mesmas vieram para a região Baixo-Tocantins atrás do palmito do açaí. Antes abundantes nas regiões de várzea da Amazônia, os açaizeiros começaram a sofrer impacto com o corte indiscriminado de suas palmeiras em idade produtiva. Essa ação predatória afetou o estoque de frutos para a dieta alimentar da população, baseada na farinha de mandioca, peixe e polpa de açaí, a qual é produzida com certa quantidade do fruto amassado e misturado com água. Assim, os açaizais mirienses sofreram um forte impacto com a exploração do palmito de açaí, iniciou-se então naquela o processo de organização político-econômica de trabalhadores rurais, especialmente daqueles que estavam desempregados.

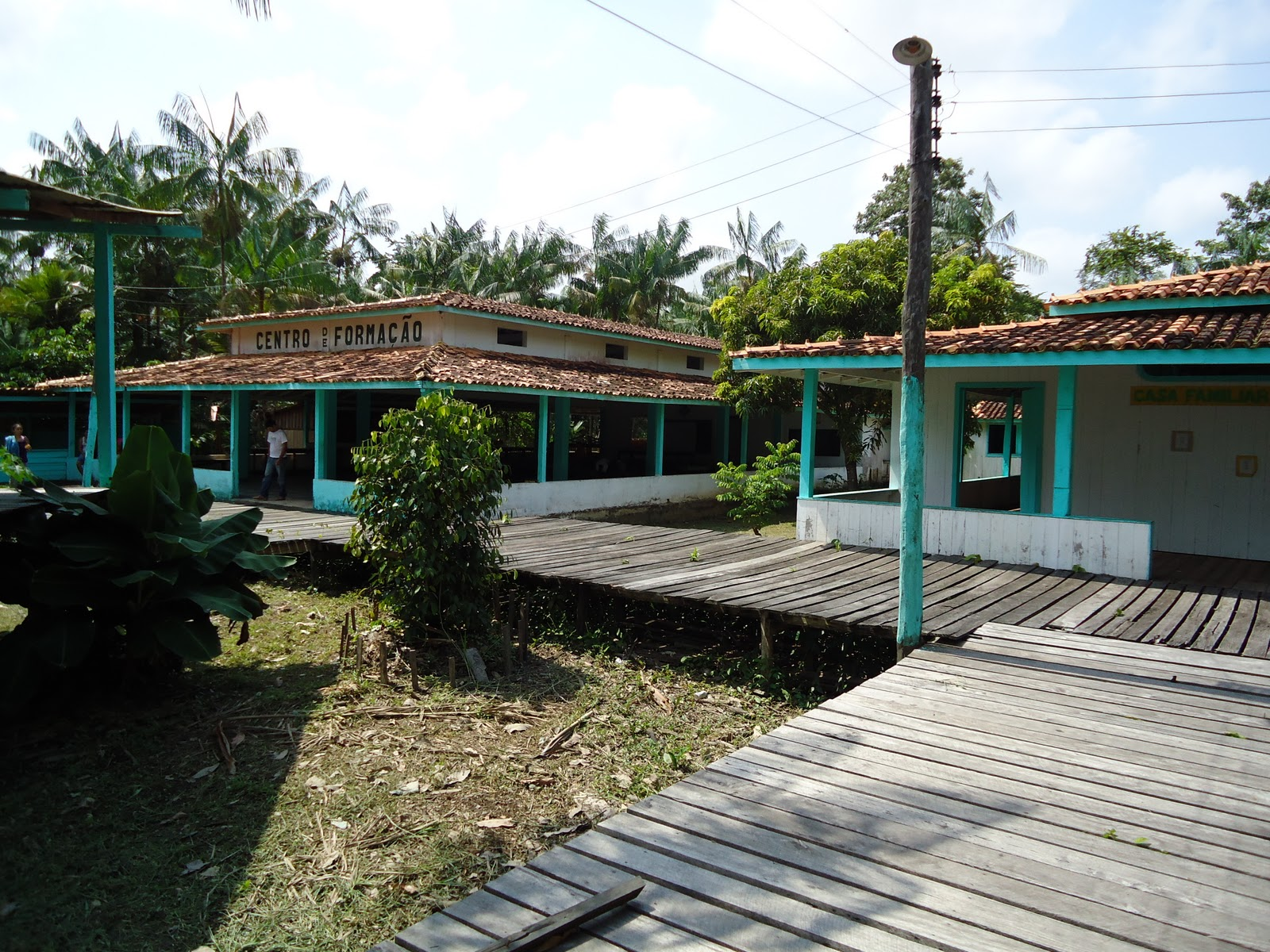
Centro de Formação Mutirão, Rio Meruú, Igarapé-Miri

Uma das alternativas foi o chamado Projeto Mutirão, no início da década de 1990. Esta iniciativa contou com a força de um reduzido grupo de mulheres que, após lutarem pelo trabalho de seus maridos, passaram a lutar pela igualdade de seus direitos, elas entraram nesse processo como meras coadjuvantes, estimulando e apoiando seus companheiros a enfrentar o novo desafio: retomar as atividades abandonadas com o êxodo rural provocado pelo fim desse mesmo ciclo.
E foi assim que nasceu a AMUT, cujo nome também, o objetivo da associação era ousado: desenvolver a economia do município a partir da produção rural, investir na formação política e ambiental de seus sócios, fortalecer sua organização e incentivar o trabalho em harmonia com a natureza. Assim, uma nova relação com a floresta nasce como modo de superar a crise e a floresta passa a ser mais do que um espaço ambiental, tornando-se o território daqueles trabalhadores rurais. A importância dessa relação é, hoje, cultivada por muitos associados. A AMUT foi uma das pioneiras do município. Fundada em maio de 1990, contou com o apoio de comunidades eclesiais de base, como a italiana Manitese que ajudava, inclusive, com recursos financeiros. Organizados, seus associados ocuparam uma área devoluta de 200 hectares às margens do igarapé Tracuateua, sem a menor infra-estrutura. Em seguida, ocuparam mais 145 hectares de terras, às margens do rio Meruú-Açu, uma área conhecida como Ponta Negra. Foi neste local que os trabalhadores construíram a sede da associação e que a participação das mulheres fica mais evidente. A construção da sede em si foi um grande evento. Esse grupo trabalhava de dia na cidade e à noite seguia para Ponta Negra. A viagem era feita em pequenas canoas e durava cerca de uma hora. As mulheres, a maioria esposas dos associados, encarregavam-se de fazer a comida e ajudavam a carregar tijolos, pau, pedra, barro, terra, madeira e tudo o que a força física permitisse. Toda essa história é lembrada com emoção por Carmen Foro, uma das sócias-fundadoras do Mutirão e atual vice-presidente nacional CUT.

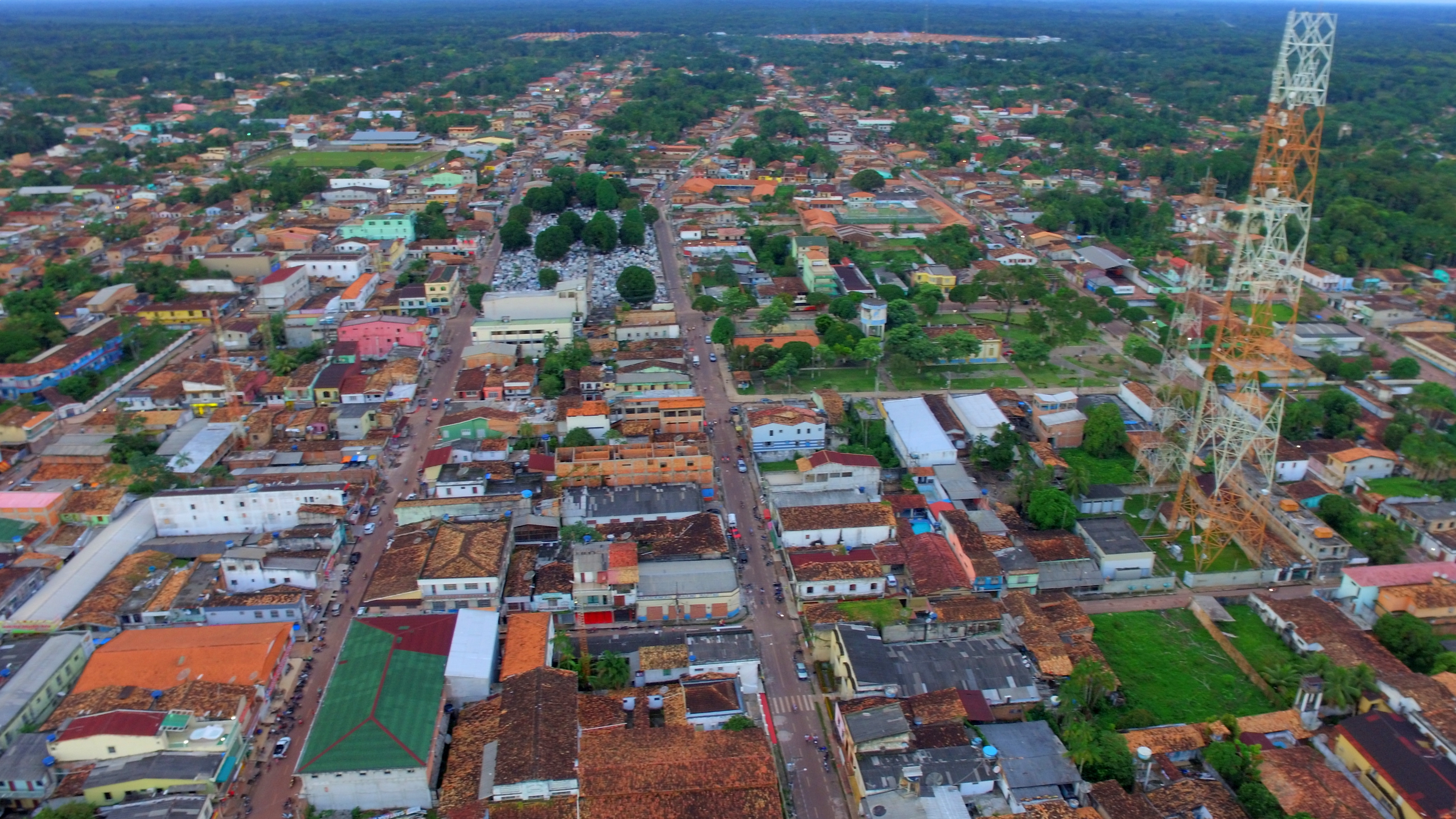
Açaí gera renda e desenvolvimento em Igarapé-Miri

E foi assim que, com o Mutirão, que os ribeirinhos reaprenderam a produzir o açaí, intensificando os cuidados de higiene e passam a usar até máscaras, luvas e touca no processo de colheita e debulha do fruto. Os procedimentos novos no processo de produção de açaí mudaram a rotina de trabalho e o comportamento desses ribeirinhos. Ao contrário do que aprenderam com os avós, sabem que hoje os acessórios de higiene são obrigatórios em praticamente todas as etapas de produção, inclusive para o consumo próprio. O processo de exportação de açaí para os Estados Unidos da América começou ainda em 2003. A exportação é resultante da valorização dos frutos de açaí no mercado nacional e do avanço do trabalho e da organização dos produtores da região do baixo Tocantins. Isso ampliou as oportunidades de negócios para a produção familiar e abriu portas no mercado externo.
Passou-se já 15 anos da fundação do Mutirão. De lá pra cá, muitas histórias vêm sendo construídas e muitas lutas, travadas. As vitórias também são somadas. O ponto de partida foi a crise econômica que abalou o município na década de 1980, momento de transformação crucial para a compreensão da realidade social daquela região. Eram centenas de trabalhadores rurais que viviam dependentes de patrões e que, naquele momento, viram-se desempregados, desolados, sem perspectivas de futuro e obrigados a mudarem-se para a cidade. É interessante como foi necessário adentrarem ao meio urbano para encontrar forças para retomar a vida rural.
Hoje igarapé-Miri é o maior produtor e exportador de açaí do mundo, sendo que essa conquista teve início com o Projeto Mutirão, quando o açaí ainda era desvalorizado.

## Pesca do Mapará

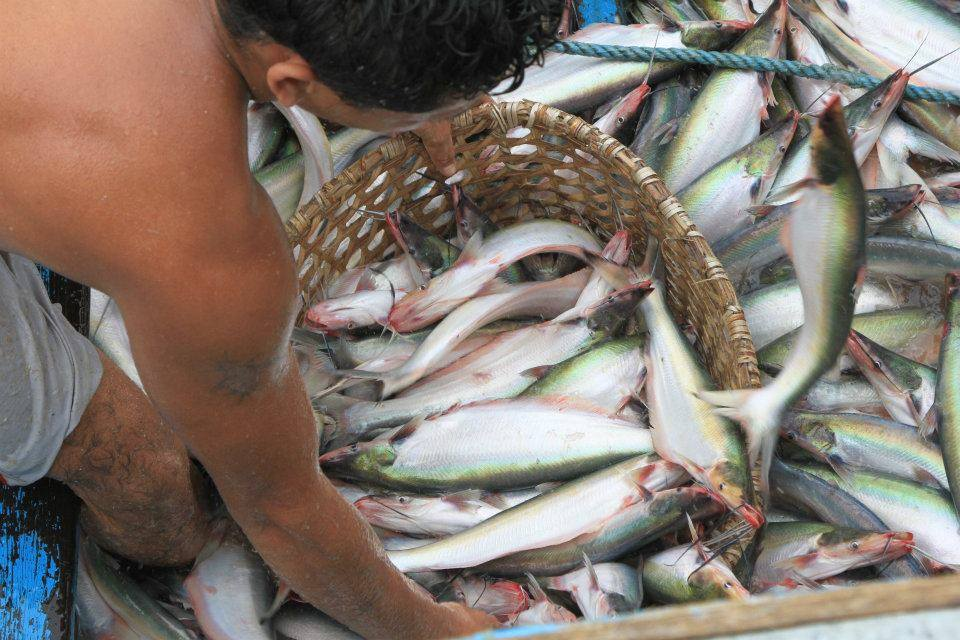
Divisão do Mapará após o borqueio

O Hypophthalmus edentatus, conhecido popularmente como Mapará, é uma espécie encontrada em abundância no estuário do gigante Rio Tocantins e seus afluentes. No Pará, os municípios que se destacam na pesca do Mapará, são os que ficam na foz do Rio Tocantins, tendo maior notoriedade os municípios de Igarapé-Miri, Cametá, Limoeiro do Ajuru e Abaetetuba.

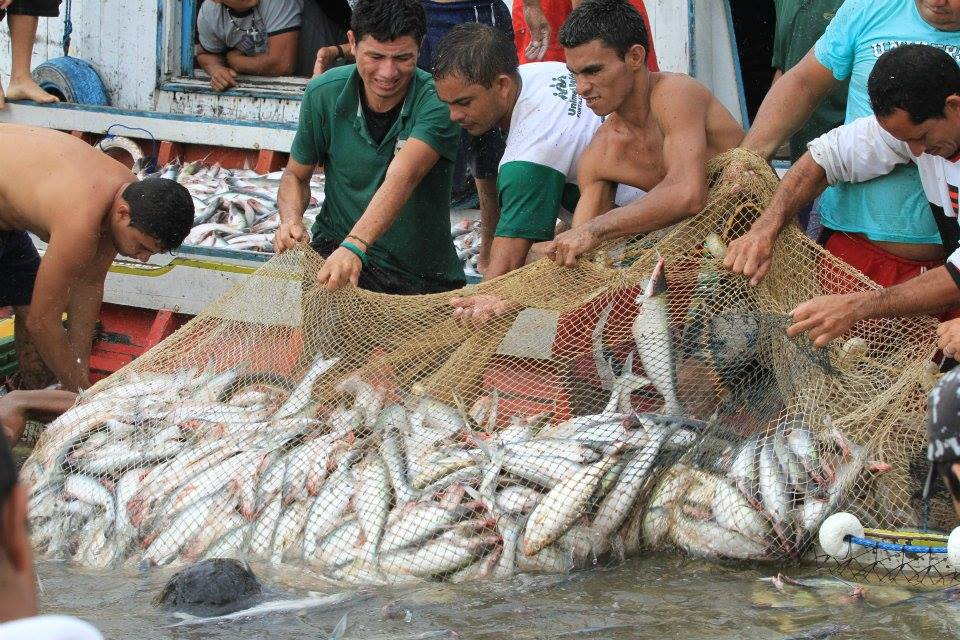
Pescadores mirienses retirando a rede

A captura do Mapará na zona rural de Igarapé-Miri, é uma verdadeira demonstração artística, graças não só ao sistema de “borqueio” (variação de bloqueio), mas muito em especial a maneira como se localiza o cardume de peixe existente, bem assim o tamanho que é sondado no fundo do rio, por meio de talas feitas de pachinha (palmeira resistente), com cumprimento que varia entre três e quatro metros. Essas talas são manejadas com uma perícia extraordinária pelo “taleiro”, homem que calcula não só o tamanho do peixe, como a quantidade existente no fundo do rio.
Na Pesca do Mapará no Município de Igarapé-Miri, destacam-se os rios; Anapu, Pindobal e Panacauera. Segundo Eládio Lobato, em Igarapé-Miri, o sistema de “borqueio” foi introduzido pelo espanhol Manoel Aires que residia no Rio Maiauatá, onde posteriormente, foi construído um engenho e uma fábrica de redes para pesca.
A Abertura da Pesca do Mapará é um evento grandioso que atrai milhares de pessoas para a região das ilhas de Igarapé-Miri. As famílias de ribeirinhos trabalham nos preparativos para esperado dia de abertura da pesca.

## Festividades

### Festividade de Sant'Ana

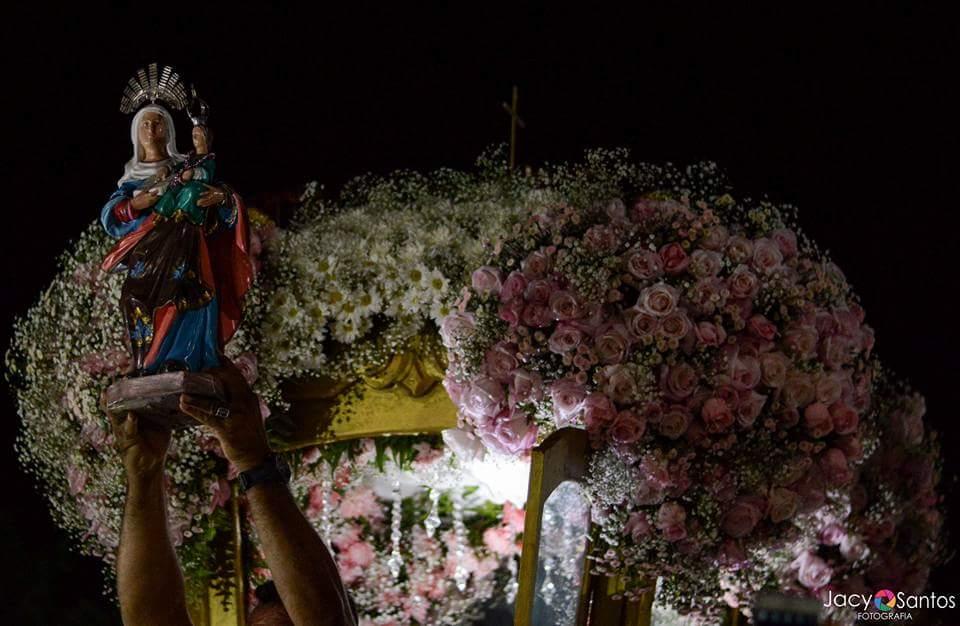
Imagem de Nossa Senhora Sant'Ana. Foto: Jacy Santos

A devoção de Sant’Ana em Igarapé-Miri, veio de Portugal, ainda em 1704, com a vinda de Antonio Gonçalves de Oliveira e sua filha, menor de 8 anos, Ana Gonçalves de Oliveira, que chegaram a Igarapé-Miri trazendo uma efígie de Sant’Ana, tinha como sua madrinha, a qual foi adquirida em 1700 na cidade de Lisboa, para o seu batizado, ainda em Portugal, uma linda imagem com 87 centímetros de altura, sendo 22 centímetros de pedestal e 65 de corpo propriamente dito, destacando-se, Sant’Ana em pé, com uma expressão que denota à arte com que foi esculpida.

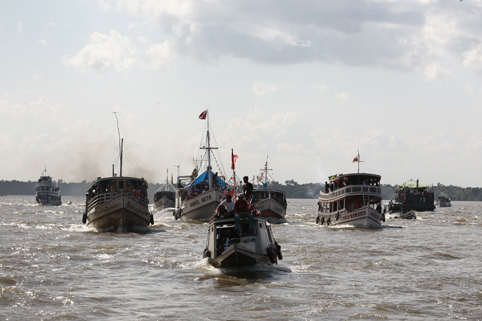
Círio Fluvial de Sant'Ana, com saída de Vila Maiauatá

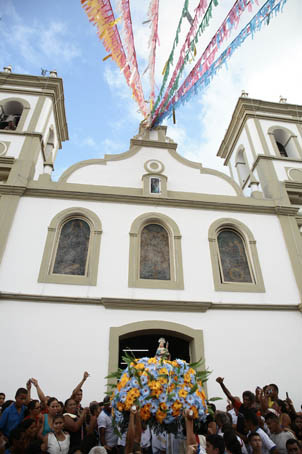
Chegada da imagem de Sant'Ana a Igreja Matriz de Igarapé-Miri.

Ao lado está a Santa Maria e o Menino Jesus, e ao redor de seus pés, seis anjinhos completam a bela imagem, a qual é venerada pelos fiéis de Igarapé-Miri.Conforme diz o Tenente – Coronel Agostinho Monteiro Gonçalves de Oliveira, em Crônicas de Igarapé-Miri, obra lançada pela Tipografia ad Imprensa Oficial do Estado do Pará em 1899, “Em 1714, Ana Gonçalves de Oliveira, filha do agricultor Antônio Gonçalves de Oliveira, casou-se com o comerciante português Jorge Valério Monteiro, oportunidade em
que houve uma demanda imperial quanto ao terreno em que habitavam. Ana, em oração e fé, pediu a intercessão de Sant’Ana, tendo sido atendida. Logo no mesmo ano de 1714, fez a primeira festa. Para isso conseguiu, em Belém, um padre para a celebração da Santa Missa no dia 26 de julho e logo construiu uma capela para as realizações dos festejos, que continuaram até 1730, quando, com diversos filhos em idade escolar, o casal, que estava em condição financeira equilibrada, resolveu voltar para Portugal, tendo vendido a propriedade ao agricultor João Paulo de Sarges de Barros.Sarges de Barros, também agricultor nas proximidades, ao assumir o sítio, assumiu a devoção à Santa, como antes da transação foi acordado.Tinha Sarges de Barros um filho com o mesmo nome João Paulo de Sarges de Barros estudado, que logo conseguiu colocar no Seminário para estudar, com intuito de que, ordenado padre, viesse para a sua localidade.Já em 1740, Sarges de Barros resolveu fazer uma reforma de que a Capela estava precisando. Entretanto, ele achou melhor construir nova capela em pedra e cal, como já estavam usando.Para a construção da nova igreja, pelo que consta dos arquivos do Padre Alexandre de Lira Lobato, ele conseguiu uma planta no seminário onde o filho estudava e procurou executar a obra, construindo a atual igreja com arquitetura romana, para a qual teve muito apoio dos devotos.Já pelos dizeres do jornalista Carlos Corrêa Santos, publicado no jornal “A Província do Pará” do dia 14 de setembro de 2000, que cita uma apresentação do livro e ciclo CNCDP, quando a estudos do acervo de Landi, a professora Isabel Mendonça diz que é uma demonstração de uma série de obras em Belém e interior através da arquitetura ao italiano Antônio Guiseppe Landi, do século XVIII, como a capela de São João Batista, a Igreja e o Convento de Nossa Senhora do Carmo, na Cidade Velha, a Igreja de Sant’Ana, o palácio do Governo, atual Palácio Lauro Sodré, e tantas outras obras por Landi construídas na cidade de Belém, quando procurou mostrar as construções do interior, pois logo chegou a Europa, viajou muito para o interior para efetuar obras nas diversas localidades, demorando-se nas cidade de Cametá e Igarapé-Miri em construções de obras suntuosas. Pelo que nos consta, na cidade de Igarapé-Miri, a única obra era a igreja de Sant’Ana. Por essa razão, deduz-se que a igreja Matriz de Sant’Ana em Igarapé-Miri teve os olhos e as mãos do mais renomado arquiteto da história do Pará, Antônio Guiseppe Landi.
Com a igreja concluída, o filho de João Paulo de Sarges de Barros foi ordenado padre pelo Seminário, justamente no princípio da década de 1750, quando propôs ao pai fazer a doação da Igreja ao Bispado do Pará. Justamente a 29 de dezembro de 1752, o Bispo Dom Frei Miguel de Bulhões, em Pastoral, que a erigiu em Paróquia Calada, tendo trazido como secretário o Padre Manoel Ferreira Leonaldo, que em nome do Bispo, fez leitura da Pastoral.Achando-se atualmente em vista e procedendo com o beneplácito dos reverendos párocos da cidade de Campinas e as mais formalidades de direito, fundamos e erigimos, em paróquia Calada, esta igreja de Sant’Ana de Igarapé-Miri, a qual, daqui por diante, fica pertencendo ao Padroado Real, cujos limites principiam desta boca do mesmo Igarapé-Miri, ao rio Moju até o rio Piquiarana, inclusive para a parte de Abaeté, até a saída de um e outro rio da baia do Marapatá, em cuja edificação interpomos a nossa autoridade ordinária e decreto judicialmente.Dois anos após, achando-se criada e fundada a Paróquia de Sant’Ana em Igarapé-Miri, deu à comunidade novos valores de vida e desenvolvimento. Os costumes da época e a poderosa influência religiosa do século XVIII, bem justificam a prosperidade da Freguesia, depois da elevação da Igreja de Sant’Ana à categoria de Paróquia.O Reverendo Bispo Dom Frei Miguel de Bulhosa, voltou em visita à Paróquia Calada de Igarapé-Miri em junho de 1754, e em sua presença compareceu João Paulo de Sarges Barros, que declarou doar à Sant’Ana o terreno que ai possuía. Dessa doação foi lavrado o competente termo, em 25 de junho do referido ano, sendo assinado pelo doador, o beneficiário e as testemunhas, João Coelho da Silva, Manoel Caetano de Azevedo, Manoel Pereira Soares, Pedro Calestino Lobato, Alexandre Luiz da Silva, Antônio Gonçalves de Aguiar e Raimundo de Sá e Souza.Da Paróquia Calada de Igarapé-Miri foi seu primeiro vigário, conforme desejo de seu pai, João Paulo se Sarges de Barros, permaneceu como vigário até seu falecimento em 1777.
Hoje a Festividade de Sant'Ana constitui-se na maior e mais tradicional festa católica de todo o Baixo-Tocantins, atraindo milhares de turistas para Igarapé-Miri durante o período de sua realização.

### Festival do Camarão

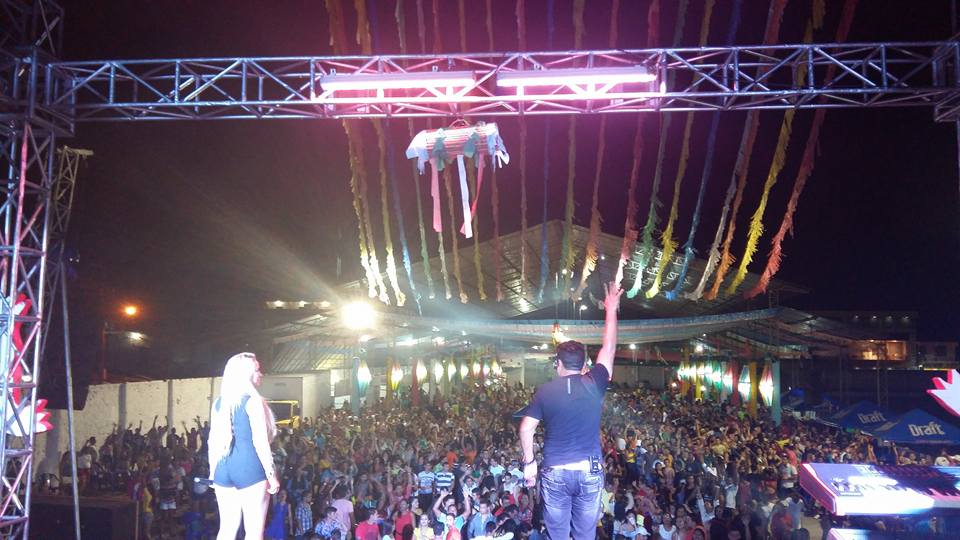
Banda Pérola Negra no Festival do Camarão de Igarapé-Miri

No mês de Junho, período em que a pesca do Camarão se dá de forma mais intensa, e o crustáceo é encontrado de forma mais abundante, é que acontece o Festival do Camarão.
A ideia da criação de um festival em Igarapé-Miri surgiu no ano de 1979, mas precisamente no dia 1 de Março. Neste ano, funcionava em nossa cidade o Movimento de Alfabetização de Adultos - MOBRAL -, e nessa data alguns técnicos da capital visitavam esse projeto.
A Coordenadora estadual, que era a Prof. Eugenita, contou aos funcionários a experiências que outros municípios tiveram com os festivais que vinham organizando. Esses festivais tinham como características de mostrar a produção na qual o município em questão se sobressaia.
O curso do MOBRAL era coordenado pela Prof.ª Eurídice Marques, que ouvindo aquelas palavras, lembrou logo da safra do Camarão que no nosso município era muito abundante.
Após algumas discussões sobre que direção esse projeto tomaria, a Prof.ª Eurídice resolveu então levar ao conhecimento do prefeito da época que era o Sr. Raimundo Danda Lima da Costa, que gostou da ideia, e deu o apoio necessário para a realização do projeto. O Prefeito marcou logo para o mês de Junho, onde a produção e pesca do Camarão era bastante acentuada no Município.
O MOBRAL passou alguns anos realizando o projeto, mas com as constantes mudanças nos projetos educacionais brasileiros, houve a extinção do MOBRAL, o projeto foi repassado para a prefeitura, que a mais de 30 anos realiza o festival.
Após perder um pouco da essência, pois antes era realizado em praça pública e as iguarias feitas com o Camarão era muito abundante, o festival sobrevive até hoje com um dos grandes eventos culturais do município.

### Festival do Açaí
Igarapé-Miri é hoje considerada a Capital Mundial do Açaí, título esse conseguido por ser o maior exportador de Açaí do mundo, por isso merece uma festa que represente essa grandiosidade. O Festival do Açaí surgiu no ano de 1989, na ocasião foi criado e idealizado pelo casal Dorival e Conceição Galvão, casal que chefiava no mesmo ano o projeto de escoteiros em Igarapé-Miri, o grupo de escoteiros do mar Sarges Barros. Esse projeto foi idealizado pelo casal onde buscaram uma forma de ajudar as crianças e jovens de Igarapé-Miri a ter uma “ocupação”. 

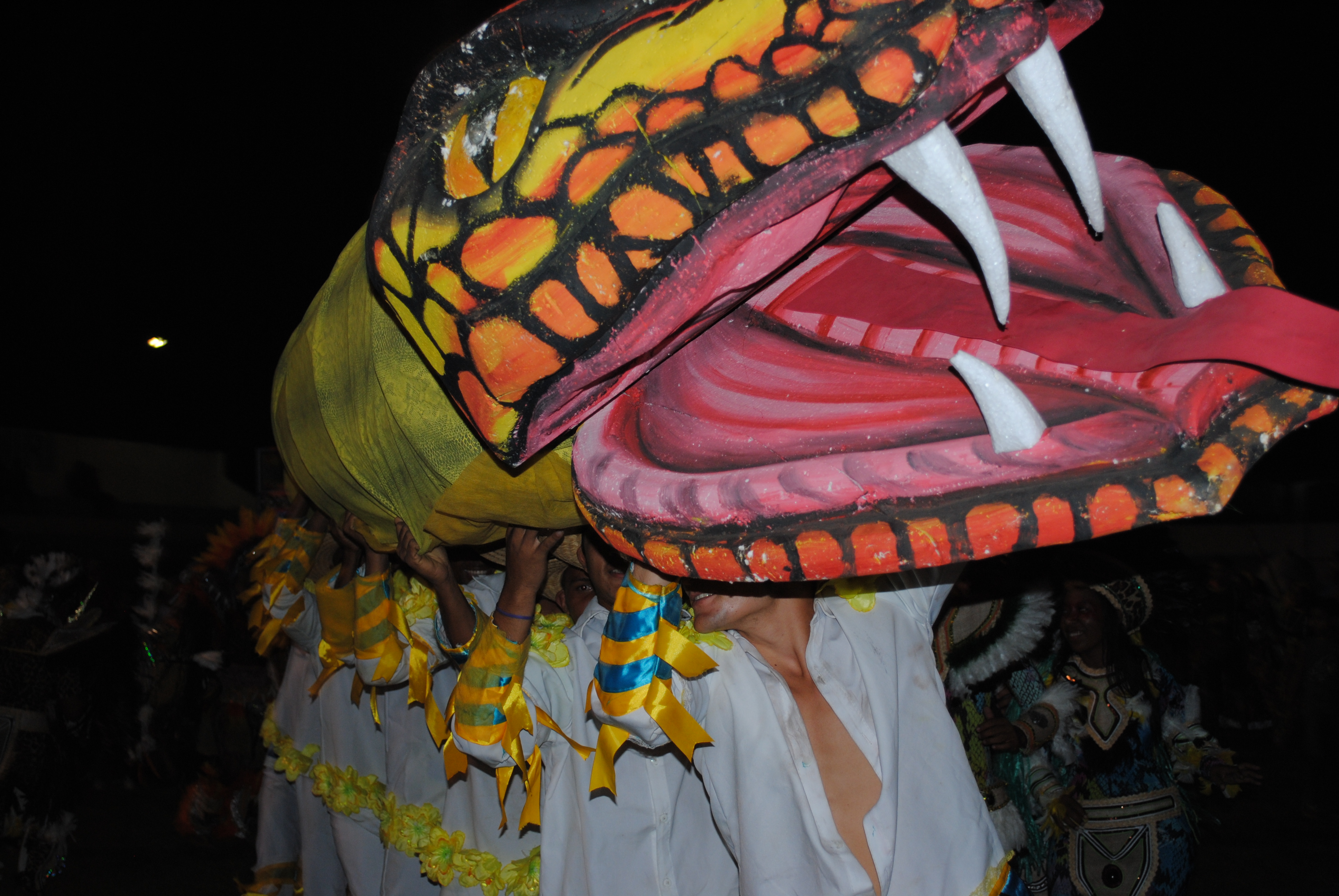
Cobra Grande da Ponta Negra

O grupo de escoteiros oferecia diversos aprendizados para a comunidade: na plantação com horta doméstica, na fabricação de vassouras, na produção de placas numeradas para as casas do Município (trabalho esse feito pelos escoteiros) e nas campanhas de vacinação de crianças e animais (já que Dorival era funcionário da antiga Fundação Nacional de Saúde, e solicitava o trabalho dos jovens, para que os mesmos pudessem aprender mais um ofício). Na foto a seguir estou segurando a bandeira do grupo de escoteiros (o último na foto). Como o grupo era uma Organização não governamental que não tinha recursos próprios, e se mantinha com doações dos pais dos membros, resolveram criar um evento para que o referido grupo tivesse um recurso financeiro para manter-se. A festa do açaí, como foi batizada pelo casal. O Festival buscou construir um padrão em sua estrutura, ele foi realizado em praça pública, aberto ao publico, com atrações folclóricas, artistas locais, desfile da Rainha do Açaí, e uma grande atração da Capital, que na oportunidade foi o cantor Nilson Chaves, que apresentava aos mirienses o sucesso “Sabor Açaí”.

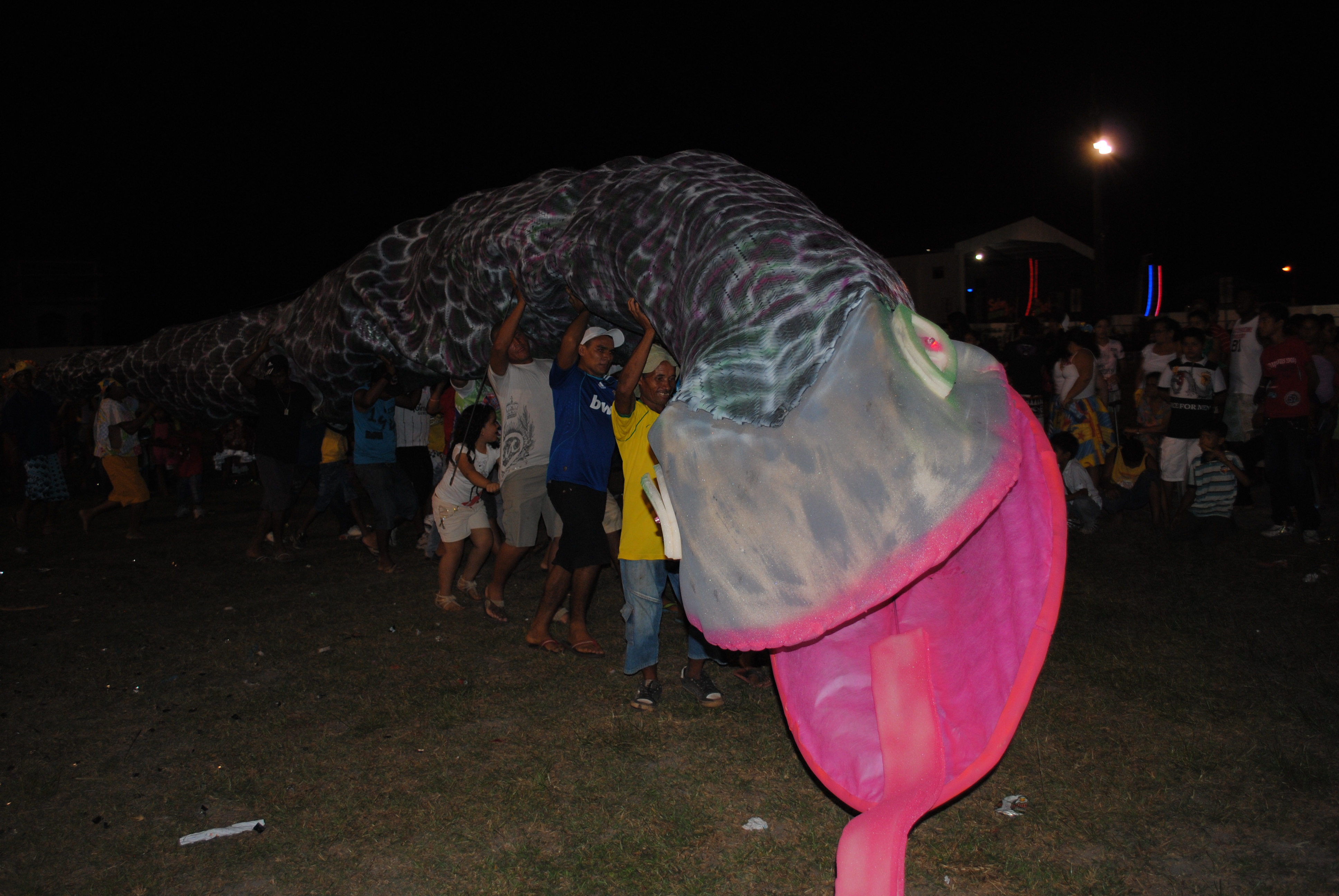
Cobra Grande do Jatuíra

Com muitas dificuldades  para manter o grupo, no ano de 1992 o grupo de escoteiros, teve suas portas fechadas. Dorival e Conceição, ainda tentaram manter a Festa do Açaí nos padrões que acreditaram, mas o enfraquecimento do evento devido o encerramento do projeto de escoteiros, fez com que o casal disponibilizasse a Festa do Açaí para a administração da época- a do prefeito Miguel Pantoja, - que deu continuidade ao projeto, mudando o nome de Festa do Açaí, para Festival do Açaí. Outros governos vieram e o festival do Açaí continuou sendo realizado. Durante esses mais de 20 anos de história, a realização do evento foi conturbada. Alguns anos deixaram de realizá-lo, outros anos apenas uma simples “festa” (sem as iguarias feitas de Açaí que foram marcas registradas nos anos anteriores).
No ano de 2007, no governo da Prefeita Dilza Pantoja, o festival do Açaí, mudou de nome mais uma vez, passando agora ser chamado: “feira de negócios do Açaí”, que buscou outros parceiros para que mostrassem suas produções dentro desse evento. Já no ano de 2009, o Festival do Açaí na gestão do então Prefeito Roberto Pina, ganhou em sua parte Cultural, a inclusão de um desfile batizado de “O Encontro das Cobras” que conta as lendas de duas cobras encantadas da região - Rosalina, a Cobra do Jatuíra, e Sophia, a Cobra da Ponta Negra.

### Festa de São Sebastião e micareta da Vila Maiauatá
A Festa de São Sebastião, em Vila Maiauatá, município de Igarapé-Miri, teve início em 1925, com o coronel Sebastião Pantoja, patriarca de uma das grandes famílias residentes às proximidade do então povoado de Concórdia. A festa era realizada na casa-grande, de propriedade do patriarca, com uma vasta programação religiosa e com bailes dançantes no encerramento. Os bailes eram repletos de muito respeito e glamour, onde se exigia do cavalheiro trajes de gala (inclusive paletó e gravata). Após a morte de Sebastião Pantoja, a devoção a São Sebastião continuou com o genro do patriarca Anilo Cardoso, o qual anos depois transferiu a coordenação da Festa para Comunidade Cristã de Vila Maiauatá.
A festa quase secular estende-se pelos dias 21 e 22 de janeiro. Durante o período, acontece também o tradicional carnaval fora de época de Vila Maiauatá. Alguns blocos fazem a alegria dos foliões, destacando-se o tradicionalíssimo "Sujo", onde os brincantes saem às ruas com os corpos pintados de bisnagas e outras variedades de tintas, relembrando também a tradição de origens indígenas, onde cada brincante transforma-se em “Bicho Folharal” de Vila Maiauatá.

### Festividade de São Pedro
A Festividade de São Pedro realizada na Vila Suspiro, localizada a 9 km da cidade de Igarapé-Miri às margens da PA-407, no nordeste do Pará, é um evento anual que ocorre no final de junho e atrai um grande número de fiéis durante os 10 dias de programação. A festividade em honra ao padroeiro da Vila Suspiro teve início com a devoção ao santo por meio de ladainhas realizadas na residência de Dona Maria Lobato, uma grande devota que herdou a tradição de seus pais. Dona Maria foi fundamental na construção da Comunidade Cristã São Pedro, que começou a celebrar a festividade em um barracão. Ela faleceu em 5 de fevereiro de 2013, deixando um legado de fé e devoção.
Em 2015, com a construção de uma igreja dedicada a São Pedro, a festividade passou a ser realizada nesse novo espaço, consolidando-se como uma das maiores celebrações religiosas da região. A programação inicia-se com a alvorada festiva às 5h da manhã, seguida por um momento de espiritualidade e um café da manhã comunitário. Durante as noites, há celebrações com a participação de comunidades visitantes, seguidas de uma programação social e cultural. Um dos momentos mais aguardados é o Círio de São Pedro, realizado em um dos domingos da festa. O ponto alto da festividade é a Missa de São Pedro, celebrada em 29 de junho, dia em que a Igreja Católica comemora o martírio do apóstolo Pedro.

## Mirienses ilustres
- Aldo Sena, músico.[11]
- Antônio Manuel Correia de Miranda, militar e político.[12]
- Chico da Pesca, político.[13]
- Pinduca, músico.[14]
- Wladimir Lobato Paraense, médico.[15]

## Divisão Distrital de Igarapé-Miri
| DISTRITO     | SEDE                      |
| ------------ | ------------------------- |
| Igarapé-Miri | Cidade de Igarapé-Miri    |
| Maiauatá     | Vila Maiauatá             |
| Anapu        | Vila Menino Deus do Anapu |
| Alto Meruú   | Vila Santa Maria do Icatu |
| Meruú-Açu    | Vila Suspiro              |
| Panacauera   | Vila Carafina             |
| Caji         | Vila Igarapezinho         |
| Pindobal     | Vila São José             |

## Mandatos dos prefeitos
| Nome completo                      | Período                 | Foto |
| ---------------------------------- | ----------------------- | ---- |
| Roberto Pina Oliveira              | 01/01/2021 - 31/12/2024 |      |
| Ronélio Antônio Rodrigues Quaresma | 19/12/2018 - 31/12/2020 |      |
| Antoniel Miranda Santos            | 24/12/2017 - 18/12/2018 |      |
| Ronélio Antônio Rodrigues Quaresma | 01/01/2017 - 23/12/2017 |      |
| Roberto Pina Oliveira              | 11/06/2015 - 31/12/2016 |      |
| Ronélio Antônio Rodrigues Quaresma | 01/01/2015 - 10/06/2015 |      |
| Rufino Corrêa Leão Neto            | 16/12/2014 - 31/12/2014 |      |
| José Roberto Santos Corrêa         | 26/11/2014 - 15/12/2014 |      |
| Ailson Santa Maria do Amaral       | 29/10/2014 - 26/11/2014 |      |
| José Roberto Santos Corrêa         | 17/10/2014 - 29/10/2014 |      |
| Ailson Santa Maria do Amaral       | 06/10/2014 - 16/10/2014 |      |
| Edir Pinheiro Corrêa               | 16/09/2014 - 06/10/2014 |      |
| Ailson Santa Maria do Amaral       | 01/01/2013 - 16/09/2014 |      |
| Roberto Pina Oliveira              | 01/01/2009 - 31/12/2012 |      |
|                                    |                         |      |

## Geografia
O município paraense de Igarapé-Miri está localizado à uma latitude 01º 58' 30" S e à uma longitude 48º 57' 35" O em uma área de 2 009,7 km².

### Demografia
Sua população foi estimada em 62 698 habitantes, conforme dados do IBGE de 2019.

## Hino de Igarapé-Miri
Letra por Raimundo Araújo Pinheiro
Melodia por Raimundo Araújo Pinheiro
Instituído pela lei municipal nº 3.736, de 15 abril de 1985
Cantemos nobre mocidade
O hino que retrata nossa terra natal
Os heróis que lutaram com bravura
Na invasão e na revolta dos cabanos
Amada terra onde nascemos
Na margem do gigante Tocantins...
És cidade eterna, majestosa,
De um passado venerável
E um presente de glória
Marchemos sempre junto a ti
Com pensamento de esperança
Para vencermos a luta
Devemos ter coragem e confiança
Avante companheiros
Cantemos alto, nossa gentil canção
Com viva a liberdade
Enaltecemos a Bandeira e o Brasão.
Salve bela Natureza
Com lindas fontes e rios que o céu retrata
De campinas e palmeiras seculares
São esplendores que simbolizam nossa terra
Verdejantes são os canaviais
Ás margens dos barrentos igarapés...
Ouvindo a sinfonia dos engenhos
E o murmurar das cachoeiras
Desaguando no mar
Marchemos sempre juntos a ti
Com pensamento de esperança
Para vencermos a luta
Devemos ter coragem e confiança
Avante companheiros
Cantemos alto, nossa gentil canção
Com viva a liberdade
Enaltecemos a Bandeira e o Brasão.